# Tomàs Penarrocha Penarrocha

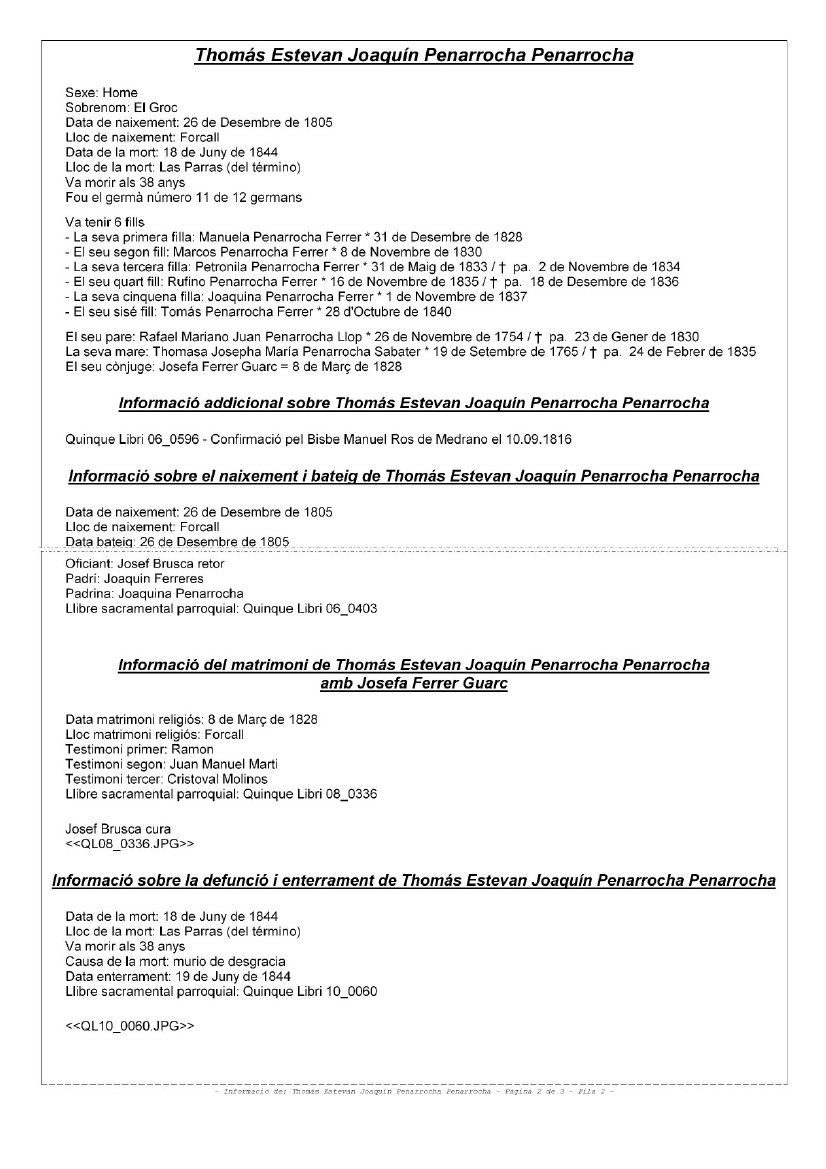
Dades fitxa genealògica El Groc

Tomàs Penarrocha Penarrocha, més conegut com a el Groc del Forcall, (el Forcall, 26 de desembre de 1805 - Las Parras de Castellote, 18 de juny de 1844) fou un destacat guerriller carlí de la Primera Guerra Carlina.

## Biografia
Thomás Estevan Joaquín Penarrocha Penarrocha, segons la seva partida de naixement, era l'onzè fill de Rafael Mariano Juan Penarrocha Llop i de Thomasa Josepha María Penarrocha Sabater.
L'aportació més important sobre la biografia del Groc, la trobem en un manuscrit de José Bordás Marcoval que fou gendre del Groc i també seguidor de la causa carlina. Es titula Memorias de un voluntario carlista forcallano. A. 1833-1874, La Guerra del Groc. Malgrat el caràcter partidista de l'escrit trobem una relació de les peripècies viscudes al Forcall i a la comarca dels Ports en general, en els anys de les guerres carlines; les disputes entre els seguidors d'ambdòs bàndols, i també de com es feia la política i de qui manava.
En el manuscrit una de les primeres accions bèl·liques dels carlins que es descriu és la referida a l'entrada al Forcall de la columna carlina de Serrador i de Quilez el 9 d'agost de 1835. Arran d'aquesta acció els caps liberals més reeixits -cita els Palos i alguns altres, es van refugiar a Morella- i els anomenats peseteros (milicians liberals) un total de 21 inclòs el capità es van refugiar a la torre de l'església i després van ser afusellats.
Fins aquest moment en el manuscrit només se cita el nom d'alguns parents de l'autor (José Bordás Marcoval), un tal Juan Marcoval, Antonio Ferrer, Vicent Querol. Després tot seguit apareix el nom de José Peñarroya germà de Tomàs Peñarroya (El Groc), que segons s'explica era rector de la Todolella i seguidor també de la causa carlina, sembla que aquest capellà havia estat company de Ramon Cabrera mentre estudiaven a Tortosa esdevingué un fidel seguidor de Cabrera i després el seu confessor.
Probablement l'amistat del germà capellà influí que Tomàs tinguera un important paper en la causa carlina.
El 1839 es va signar el tractat de pau conegut com a Conveni de Bergara, que acabaria amb la primera guerra carlina del Nord. Aquest tractat de pau el firmaren els generals Rafael Maroto i Baldomero Espartero, però Ramon Cabrera s'hi va negar per considerar que allò era una traïdoria. És a partir d'aquest moment que s'ha de situar el període de lluites del Groc.
Aportem unes cites del mateix manuscrit:
| « | (...)Llegado el año 1839, en que el partido legitimista dominaba por completo el país, formose y armose en Forcall la milicia de voluntarios realistas de la que Cabrera nombró Capitán, previo el oportuno despacho, a Don Tomás Peñarroya, hermano del cura indicado. Entonces se despatriaron muchos de los liberales: Palos, Guarchs y otros, incluso el secretario Buch, se nombró ayuntamiento casi en su totalidad carlistas, y por orden de Cabrera, que se hallaba en Zurita a la sazón, se nombró secretario del mismo a mi difunto padre, Ignacio Bordás, cuya disposición tuvo efecto y le causó la intimidad de relaciones con el referido Cura y de los S.S. Don Francisco y Don Ramon de Gaeta, a quienes tanto apreciaba el General Gefe. Entonces yo, además de desempeñar en gran parte la secretaría, era el único escribiente del coronel Don José Mª Ochano, otro de los vocales de la Junta directiva estrablecida en Mirambel y ésto, en el tiempo que se establecía en Forcall, desempeñando alguna comisión, en el que residía algunas temporadas. Cuando en mil ochocientos cuarenta vino Espartero a poner el sitio a Morella, Don Tomás Peñarroya (el GROCH), cogió en el camino de Zurita a una de las cantineras de una columna Crestina, ocupándoles una carga de furminantes y otras armas, y otra de ropas, comestibles y látigos de caballos de distintas clases. Puso escondido en la dehesa de Forcall (finca de propios) los efectos ocupados, entregando las caballerías a la brigada de Cabrera o Forcadell, situada en Rosell y Cenia. En el acto de la presa se cruzaron algunos tiros sin otro resultado que el espresado A los pocos días prendió un hermoso caballo de un Coronel a tiempo que su asistente cargábale forraje en una de las huertas de Forcall; pero a los pocos días se le escapó y vino al pueblo. Así que Espartero entró en Morella, los voluntarios, mandados por dicho Capitán Groch, se acogieron a indulto, quedándose él sólo en el país, después de haber cruzado el Ebro las fuerzas carlistas. (...) | » |

L'any 1840, després de la derrota de l'exèrcit carlista comandat per Ramon Cabrera, mantingué un enfrontament amb les tropes liberals del general Juan de Villalonga, a la comarca dels Ports, durant tres anys i mig.
Extraiem d'un manuscrit la descripció dels esdeveniments:
| « | (...)Villalonga publica un nuevo indulto y, escepto el GROCH y Pitarch, todos se acogieron a él y luego los tiraron a ultramar. Entonces ya el Molinos, Pascual Carbó y Joaquín Torres ya negociaban en la traición, descubrieron a Villalonga, en unión de Domingo y Francisco Palos y Mossén Manuel Viñals y Carbó, todas las guaridas del Groch y los confidentes de su mayor confianza. A mí se me avisó por el secretario del Ayuntamiento Joaquín Sorribes, de cómo iban a prenderme y escapé a Castellón, no sin avisar antes a la hija del GROCH de la traición que ocultamente se venía urdiendo. En efecto, Villalonga se valió del Ayuntamiento, de Francisco Palos y de la referida su hija para que se le hablase al GROCH a fin de que se indultara; ofreciendo dejarle con la misma graduación y paga consiguiente, ya si quería ir a su lado o bien retirado en su casa; que en este caso se le daría la correspondiente al retiro y además le regalaba 2000 duros, en ambos casos. Al GROCH le habló del caso Palos, el Alcalde José Eixarch y su hija Manuela. A todos contestó negativamente y que primero moriría, que vendría a humillarse a los pies de sus enemigos: añadiéndole a la hija: “mira, consentiría primero el que sentándome a la orilla de la Peña del Mediodía, me pegaras un empujón y me despeñases, antes que yo aceptar tal proposición”. ¡Qué entusiasmo! A instancias de Villalonga y, recibida la resolución negativa, dispuso se le hablara por segunda vez y que, con tal cruzase el Ebro, le daría 2000 duros; pues su deber y su promesa al Gobierno era tan sólo la de acabar con los carlistas del territorio; para lo cual y para que pudiera hacerlo con toda seguridad, dictaría las órdenes oportunas para que en el término de 15 días no se pidiese pasaporte a persona alguna ni se detuviese por nadie ni por autoridad alguna a nadie absolutamente. También Villalonga les encargó le dijeesen que él en persona saldría a hablarle donde quisiese, bajo palabra de honor de otro. Todo se le dijo al GROCH, pero nada aceptó; y, respecto a la entrevista con Villalonga, dijo:”No quiero hablarle, pues si sale, lo mato” ¡Qué resolución! Morir o vencer; era lo que decía. La contestación negativa indignó más al feroz Villalonga. La hija del GROCH negó siempre haberle hablado. La víspera del Corpus de aquel año, llamó Villalonga a la hija del GROCH, Manuela Peñarroya; la hizo sentar a su mesa, la hizo tomar chocolate con vizcochos, la dio dulces y la hagasajó cuanto supo. Allí procuró por todos los medios escudriñarla por saber el paradero de su padre; y, vista su negativa, la amenazó con fusilarla. Entonces la niña (pues no contaba más que 14 años) le contestó con donaire: “chico tonto, ¿le parece a V. si descubriría el paradero de mi padre aunque lo supiese? Sepa V. que yo preferiría morir antes que él, pues por él daría mil vidas”. Villalonga se enfureció entonces muchísimo y le dijo: “Tú con la familia partirás mañana desterrada a Valencia. Tu padre muere sin remedio; por el convento le traerán muerto, cargado en un burro con una espuerta; la ratonera está muy bien preparada; tú serás la causa de su muerte”. Tal como Villalonga lo dijo, se cumplió. Domingo y Francisco Palos, con el Capellán Viñals y su hermano, Molinos, Carbó y Torres urdieron la traición que llevaron a cabo (...). | » |

El 18 de juny de 1844 fou assassinat al Mas de Torres, situat al terme de Les Parres de Castellote de la província de Terol.

## Impacte a la cultura popular
L'any 2016, el record del guerriller tornà a escena pública gràcies a Víctor Amela, periodista i escriptor amb família d'origen forcallana, quan es proclamà vencedor del Premi de les Lletres Catalanes Ramon Llull amb la novel·la La filla del Capità Groc.